# 許冠英
許冠英（英語：Ricky Hui Kwun Ying，1946年8月3日—2011年11月8日），香港男演員及創作歌手，於1971年進入邵氏兄弟有限公司演員培訓班，1975年首次客串胞兄許冠文和胞弟許冠傑主演的香港電影《天才與白痴》。1976年破票房紀錄賣座電影《半斤八両》飾演“雞泡”一角大受香港觀眾歡迎。歷來電影代表作還包括《賣身契》、《摩登保鑣》、《殭屍先生》、《雞同鴨講》等。

## 生平
許冠英1946年在廣州出生，1950年中國大陸政局動盪，許冠英隨家人由廣州移居香港，居於鑽石山上元嶺木屋區，後來搬到蘇屋邨彩雀樓。父親許世昌是一位業餘音樂家，閑時拉小提琴作消遣，母親李倩雲亦是粵劇爱好者。家中有四兄弟，其中四兄弟名字序為文、武、英、傑，許冠英排行第三，下面還有一個弟弟許冠傑。許冠英曾表示自小家窮，其中一項娛樂是晚上幾兄弟一起做戲，長大後，大哥許冠文於香港中文大學社會學系畢業，後來成了影壇「冷面笑匠」；二哥許冠武於香港珠海學院新聞系畢業；弟弟許冠傑於香港大學心理學系畢業，1970年代開創了香港粵語流行曲的潮流，退休後人人尊稱他「歌神」。而许冠英亦顺利成章，成为「歌神哥」。
許冠英沒有唸上大專及大學，自從中學畢業後做過辦公室助理，後來入了邵氏訓練班，許冠英表示從不妒忌哥哥们的成就，他自嘲只是一個小人物。許冠英曾為許冠傑作過不少名曲，最為人津津樂道的是1974年的作品〈無情夜冷風〉，2006年於香港理工大學賽馬會綜藝館舉行過演唱會——「許冠英斤兩十足演唱會」。
在1974至1990年代初，“许氏三兄弟”一同演出過一系列賣座喜劇電影，包括《天才与白痴》、《賣身契》、《半斤八兩》和《摩登保鑣》等，票房大卖。而1977年，由吴宇森执导，许冠英主演的《发钱寒》更成了年度香港卖座冠军。許氏電影系列從不會缺少許冠英的參演，所以1980年代初《鬼馬雙星》重映時，特別補拍許冠英參演之沙灘啤牌出千術場口；而1974年原裝版本洪金寶及陳會毅於沙灘打劫許冠傑及呂有慧那幕戲份則全部删除。
单飞时期的许冠英代表作則有：《僵尸先生》、《钱作怪》、《八彩林亚珍》等。許冠英曾在《殭屍先生》中飾演文才一而獲得香港電影金像獎最佳男配角的提名，但他堅持原則，以自己應是主角為由拒絕，成為首位拒絕金像獎提名的演員。
許冠英在電影中，他擅长扮演被欺負的小人物或諧趣角色。其他演出还包括哥哥许冠文出品的《鸡同鸭讲》、许氏三兄弟重组作品《新半斤八两》、贺岁片《合家欢》、《花田囍事》等。除了拍電影外，他亦有出版唱片，主唱過歌曲如〈錢作怪〉、〈梨渦淺笑〉等，而〈無情夜冷風〉和〈夜雨聲〉等歌曲更是由他作曲及作詞。
2011年11月8日，許冠英因心臟病發於在九龍塘馬可尼道家中逝世，享壽65歲，11月8日恰巧正是與許冠英演出電影《殭屍先生》的拍檔林正英之忌日。出殡后，他兄弟按他生前遗愿把骨灰撒落大海。

## 家族成員
- 許冠文（Michael Hui Koon Man）：許家长子，有一子許思維及一女許思行。香港演員、編劇、導演、和監製，也是香港演藝人協會創會會長。
- 許冠武（Stanley Hui Koon Mo）：許家二子，電影攝影師及導演，曾参与《半斤八两》、《新半斤八两》等电影的幕后策划及客串演出。经常协助哥哥许冠文的栋笃笑巡回表演，和在其弟弟许冠傑的演唱会上偶尔亮相。
- 許冠傑（Samuel "Sam" Hui Koon Kit）：許家四子，有二子，長子許懷欣及幼子許懷谷。著名歌手和演員，在香港乐坛有“歌神”称号。電影代表作有：《鬼馬雙星》、《半斤八兩》、《最佳拍檔》、《衛斯理傳奇》、《紅場飛龍》、《笑傲江湖》等。

## 音樂作品

### 錄音室專輯
| 出版日期 | 專輯名稱                | 發行公司 | 備註       | 曲目 |
| -------- | ----------------------- | -------- | ---------- | --- |
| 1977年   | 發錢寒                  | 寶麗多   | 粵語專輯   | 曲目 1. 發錢寒（電影《發錢寒》主題曲） 2. 懷念著你 3. 蝦妹共你 4. 黃色香港 5. 青春的友誼 6. 梨渦淺笑（電影《發錢寒》插曲） 7. 請你留一個夢 8. 大丈夫 9. 月影 10. 春風秋風 11. 無情夜冷風 12. 夜雨聲 |
| 1978年   | 夏之戀                  | 寶麗多   | 粵語專輯   | 曲目 1. 走为上着 2. 有水冇闭翳 3. 夏之恋 4. 欢笑愿同享 5. 爱你一生 6. 每当变幻时 7. 危险人物 8. 幻梦 9. 揾两餐 10. 你我人人知 |
| 1980年   | 錢作怪                  | 寶麗多   | 粵語專輯   | 曲目 1. 錢作怪（電影《錢作怪》主題曲） 2. 人一個 3. 波士 4. 信佢就奇 5. 心中有個夢 6. 踏浪訴當年 7. 您（電影《錢作怪》插曲） 8. 我阿英個老婆 9. 流浪之歌 10. 蝦妹恨嫁 11. 我的家 12. 心裡情 |
| 1993年   | '93急流                 | 新藝寶   | 粵語專輯   | 曲目 1. 痴心愿记取 2. My Dad 3. 任你点噏（與許冠文合唱） 4. 曾亦爱过 5. 孤单中走过 6. 洒脱大享 7. 相逢 8. 抓紧每一天 9. 一起灌溉 10. 喜事齐来 |
| 1993年   | 一生渴望                | 新藝寶   | 國語專輯   | 曲目 1. 如果妳说一句妳爱我 2. 承诺 3. 因为你是我的唯一 4. 十万个问爱情 5. My Dad 6. 小丑 7. 也许我可以 8. 我一生渴望 9. 掌声响起（原唱：鳳飛飛） 10. Unchained Melody |
| 2001年   | 真經典                  | 環球唱片 | 精選輯     | 曲目 1. 蝦妹共你 2. 發錢寒（電影《發錢寒》主題曲） 3. 我阿英個老婆 4. 您（電影《錢作怪》插曲） 5. 每當變幻時 6. 波士 7. 錢作怪（電影《錢作怪》主題曲） 8. 心裡情 9. 人一個 10. 信佢就奇 11. 心中有個夢 12. 大丈夫 13. 無情夜冷風 14. 蝦妹恨嫁 15. 我的家 16. 春風秋風 |
| 2006年   | 十足斤兩 新曲+精選      | 環星音樂 | 精選輯     | 曲目 1. 十足斤两 2. 發錢寒（電影《發錢寒》主題曲） 3. 我阿英个老婆 4. 波士 5. 錢作怪（電影《錢作怪》主題曲） 6. 虾妹恨嫁 7. 你知我知人人知 8. 有水冇闭鬄 9. 信佢就奇 10. 大丈夫 11. 我的家 12. 流浪之歌 13. 快乐时光 14. 命里地吾 15. 无情夜冷风 16. 虾妹共你 17. 您（電影《錢作怪》插曲） 18. 痴心愿记取 19. 梨渦淺笑（電影《發錢寒》插曲） 20. 掌声响起（原唱：鳳飛飛） 21. 怀念着你 22. 夜雨声 23. 夏之恋 24. 春风秋风 25. 请你留一个梦 26. 人一个 |
| 2008年   | 斤兩十足演唱會(Live)    | 環星音樂 | 精選輯     | 曲目 1. 發錢寒（電影《發錢寒》主題曲） 2. 您（電影《錢作怪》插曲） 3. 信佢就奇 4. 夜雨聲 5. 無情夜冷風 6. 痴心願記取 7. 半斤八兩（與許懷欣合唱） 8. 開竅（許懷欣演唱） 9. 蝦妹共你 10. 蝦妹恨嫁 11. 我阿英個老婆 12. 懷念著你 13. Band Music: Apache(斤兩十足演唱會) 14. 柔情淚 15. The Young Ones 16. Unchained Melody 17. 愛你一萬年 18. 我找到自己 19. 棟篤笑: 許冠文, 許冠英兄弟當年情（與許冠文合唱） 20. 命裡地圖 21. 十足斤兩 22. 這一曲送給你 |
| 2011年   | 懷念你 許冠英 1946-2011 | 環球唱片 | 紀念精選輯 | 曲目 1. 發錢寒（電影《發錢寒》主題曲） 2. 懷念著你 3. 梨渦淺笑（電影《發錢寒》插曲） 4. 請你留一個夢 5. 無情夜冷風 6. 夜雨聲 7. 錢作怪（電影《錢作怪》主題曲） 8. 人一個 9. 您（電影《錢作怪》插曲） 10. 我阿英個老婆 11. 小丑情歌 12. 小心駛得萬年船 13. 天界地界 14. 痴心願記取 15. 任你點噏（與許冠文合唱） 16. 曾亦愛過 17. 相逢 18. 喜事齊來 19. 如果妳說一句妳愛我 20. 蝦妹共你 21. 大丈夫 22. 春風秋風 23. 有水冇閉翳 24. 夏之戀 25. 每當變幻時 26. 搵兩餐 27. 妳我人人知 28. 懷往年 29. 波士 30. 信佢就奇 31. 心中有個夢 32. 踏浪訴當年 33. 流浪之歌 34. 蝦妹恨嫁 35. 我的家 36. 心裡情 37. 掌聲響起（原唱：鳳飛飛） 38. 鍾情於您 |

## 演出電影
*以下列表只記錄許冠英演出過的電影作品，若有遺漏，請協助補充相關資料。
| 年份 | 片名               | 角色                  | 合作                                                                 | 備註                                                                   |
| 1973 | 风流韵事           | 李治                  | 岳华、井淼、卢迪                                                     | 客串                                                                   |
| 1973 | 大刀王五           | 扒手                  | 陳觀泰、岳華、李修賢、姜南、盧迪                                     | 客串                                                                   |
| 1974 | 聲色犬馬           | 住戶                  | 許冠文、胡錦、白小曼、張沖                                           | 客串                                                                   |
| 1974 | 鬼馬雙星           | 沙灘流氓              | 許冠文、許冠傑、丁佩、呂有慧、羅蘭、王琛、許紹雄                     | 客串，其戲份於1980年代重映時補拍                                       |
| 1975 | 天才與白痴         | 酒店侍應              | 許冠文、許冠傑、喬宏、艾綺蓮（Eileen Humphreys）                     | 客串                                                                   |
| 1976 | 半斤八兩           | 雞泡                  | 許冠文、許冠傑、吳耀漢、趙雅芝                                       | 演唱主題曲〈半斤八兩〉                                                 |
| 1977 | 發錢寒             | 雞泡                  | 吳耀漢、趙雅芝、張瑛                                                 | 發行電影同名專輯《發錢寒》，演唱同名主題曲〈發錢寒〉和插曲〈梨渦淺笑〉 |
| 1978 | 賣身契             | 薛志英 蝌蚪           | 許冠文、許冠傑、劉娟娟                                               | 演唱國語版片頭曲〈杯酒當歌〉                                           |
| 1980 | 錢作怪             | 阿英                  | 古國華、陳琪琪、亦嘉、唐晶                                           | 發行電影同名專輯《錢作怪》，演唱同名主題曲〈錢作怪〉和插曲〈您〉       |
| 1981 | 摩登保鑣           | 鄧小龍                | 許冠文、許冠傑、黃造時、馮淬帆、董驃、許世昌、許冠武                 |                                                                        |
| 1982 | 摩登天師           | 李杰                  | 除杰、馮淬帆、秦沛                                                   |                                                                        |
| 1982 | 八彩林亞珍         | 曾非凡                | 蕭芳芳、曹查理、胡楓、李琳琳、劉克宣、李名煬、陳星                   |                                                                        |
| 1983 | 追鬼七雄           | 阿英                  | 鄭則仕、陳友、鍾發、曹達華、恬妮、蔣榮發                             |                                                                        |
| 1984 | 最佳拍檔之女皇密令 | 雞泡                  | 許冠傑、麥嘉、張艾嘉                                                 |                                                                        |
| 1985 | 殭屍先生           | 文才                  | 林正英、錢小豪、李賽鳳、樓南光、王小鳳、黃哈、元華                   | 台譯：《暫時停止呼吸》                                                 |
| 1986 | 歡樂叮噹           | 豬肉榮兒子            | 許冠文、鍾楚紅、董驃、梅豔芳、喬宏                                   |                                                                        |
| 1987 | A計劃續集          | 西環警署警員，編號268 | 成龍、鍾鎮濤、林威、陳友                                             |                                                                        |
| 1987 | 猛鬼差館           | 孟超                  | 張學友、胡楓、陳家齊、司馬燕                                         | 台譯：《魁星踢斗》                                                     |
| 1988 | 奸人本色           | 簡仁                  | 鄧碧雲、董驃、張煒、劉玉婷                                           | 台譯：《暫時停止騙人》                                                 |
| 1988 | 霸王女福星         | 阿英                  | 吴君如、陈奕诗、柏安妮、关秀媚、胡枫、单立文、楼南光、卢冠廷、陈辉虹 | 客串                                                                   |
| 1988 | 猛鬼學堂           | 孟超                  | 張學友、胡楓、林憶蓮、樓南光、伊雷、劉美君、陳輝虹                   | 台譯：《抓鬼特訓班》                                                   |
| 1988 | 雞同鴨講           | 魷魚絲（拉bar王）     | 許冠文、張艾嘉、盧冠廷、何啟南、葉榮祖、吳啟華、谷峰                 |                                                                        |
| 1988 | 霸王花             | 廚師                  | 吳君如、樓南光、柏安妮、董驃                                         | 客串                                                                   |
| 1988 | 大話神探           | 阿英                  | 馮淬帆、陳百祥、錢小豪、葉童、梁韻蕊                                 | 客串                                                                   |
| 1989 | 神勇飛虎霸王花     | 廚師                  | 吳君如、樓南光、柏安妮、董驃                                         | 客串                                                                   |
| 1989 | 發達秘笈           | 查理                  | 黃百鳴、鄭文雅、李美鳳、楊寶玲、田豐                                 | 台譯：《發財秘笈》                                                     |
| 1989 | 合家歡             | 經紀拉                | 許冠文、黃百鳴、鄭文雅、王祖賢                                       | 角色台譯：銷售王                                                       |
| 1990 | 新半斤八兩         | 烏蠅                  | 許冠文、許冠傑、洪欣、葉榮祖、劉小慧、許冠武                         | 角色台譯：蒼蠅                                                         |
| 1991 | 捉鬼專門店         | 阿愛                  | 林俊賢、成奎安、陳淑蘭、邵美琪                                       |                                                                        |
| 1992 | 神算               | 阿发                  | 許冠文、黎明、劉小慧                                                 | 台譯：《神算鯊鯊鯊》                                                   |
| 1992 | 新殭屍先生         | 文才                  | 林正英、錢小豪、吳君如、樓南光、關秀媚、譚凱欣                       | 台譯：《新暫時停止呼吸》                                               |
| 1993 | 花田囍事           | 周太夫人              | 許冠傑、黃百鳴、毛舜筠、張國榮、關之琳、吳君如、吳孟達               |                                                                        |
| 1993 | 水滸笑傳           | 西門慶                | 許冠傑、吳孟達、毛舜筠、沈殿霞                                       |                                                                        |
| 1997 | 初戀無限Touch      | Uncle Chicken Wing    | 陳曉東、梁詠琪、黃偉文                                               |                                                                        |
| 2000 | 大贏家             | 黄大千哥哥            | 麥嘉、黃百鳴、謝霆鋒、容祖兒、許冠傑                                 | 客串                                                                   |
| 2004 | 浪漫春情           | Leo                   | 焦媛、李蕙敏、連凱                                                   | 客串                                                                   |
| 2004 | 我要做Model        | Model皇               | 鄭中基、林嘉欣、森美、李燦森、陳子聰                                 | 遺作                                                                   |